# Phalansteriidae
Famille
Les Phalansteriidae sont une famille de Protozoaires de l'embranchement des Choanozoa  de la classe des Filasterea et de l'ordre des Phalansteriida.
Selon la classifications adoptée elle est nommée Phalansteriaceae et considérée comme une famille d'algues de l'embranchement des Ochrophyta, de la classe des Chrysophyceae et de l'ordre des Synurales.

## Étymologie
Le nom vient du genre type Phalansterium, dérivé du grec φάλαγξ / phálanx, « troupe rangée », un phalanstère est un mot-valise créé par Charles Fourier en 1822, par contraction de phalan[ge] et [mona]stère, signifiant un  lieu où habitent de nombreux individus, en référence à la structure communautaire de cette micro-algue, dont une des espèces Phalansterium consociatum (Fresenius) voit son épithète spécifique consociatum  renforcer cette idée de structure « sociale ». 

## Systématique
La famille des Phalansteriaceae Senn, 1900, a été supplantée par celle des Phalansteriidae W.S.Kent 1881. Le Phalansterium a ainsi vu sa classification changer, passant de la nomenclature de Gustav Senn à celle de William Saville-Kent :
- Phalansteriaceae : règne des Chromista, classe des Chrysophyceae, ordre des Synurales
- Phalansteriidae : règne des Protozoa, classe des Filasterea, ordre des Phalansteriida

## Liste des genres
Selon AlgaeBase (2 février 2022) :
- Phalansterium Cienkowski, 1870

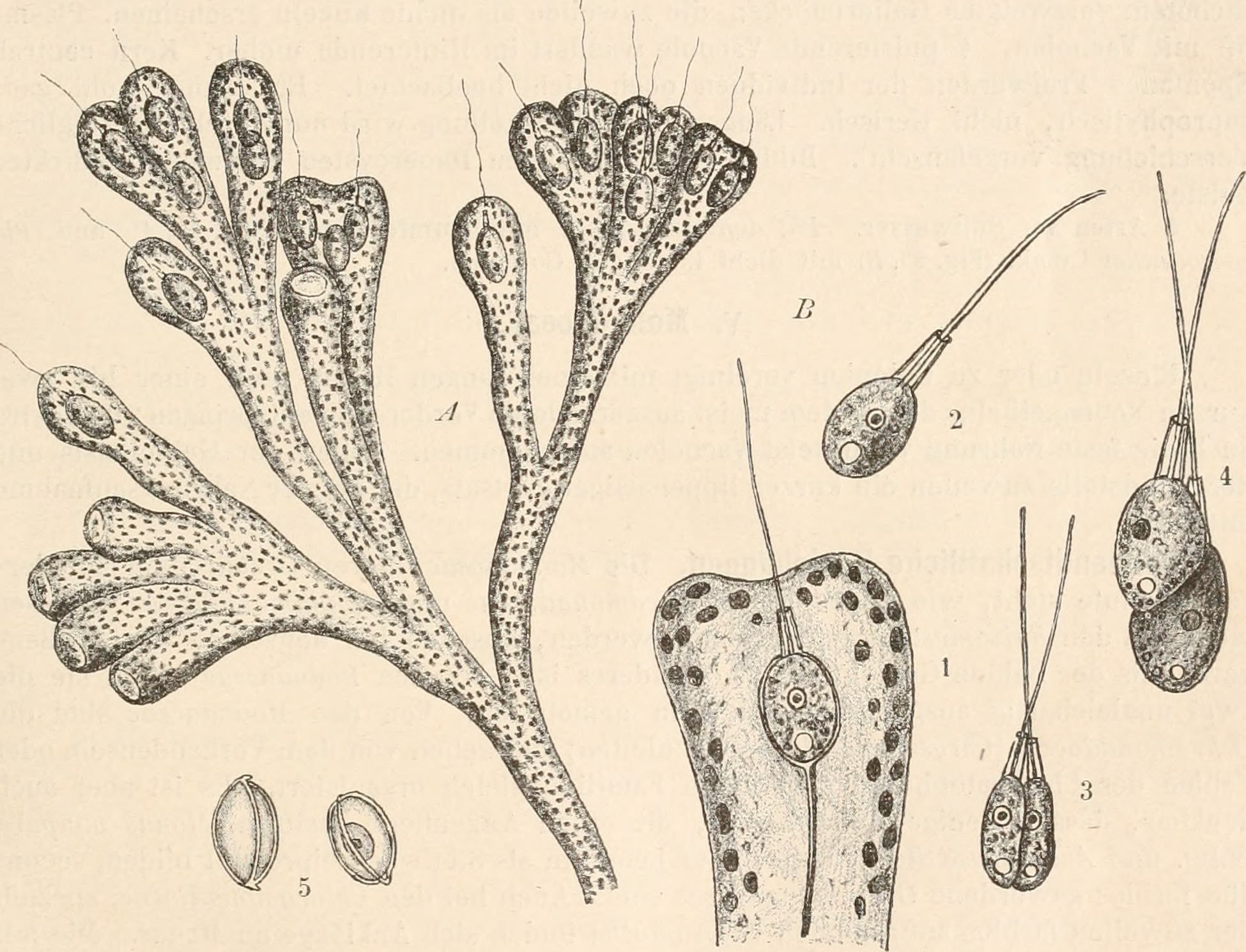
A. Phalansterium digitatum & B. Ph. consociatum